# روانی آمریکایی (فیلم)
روانی آمریکایی (انگلیسی: American Psycho) یک فیلم کمدی سیاه و اسلشر آمریکایی به کارگردانی ماری هرون که در سال ۲۰۰۰ منتشر شد. این فیلم بر اساس رمانی به همین نام از برت ایستون الیس ساخته شده‌است. کریستین بیل در نقش پاتریک بیتمن، یک بانکدار سرمایه‌گذار وال استریت شهر نیویورک که زندگی دوگانه‌ای را به عنوان یک قاتل زنجیره‌ای دارد، بازی می‌کند. ویلم دفو، جرد لتو، جاش لوکاس، کلویی سونی، سامانتا ماتیس، کارا سیمور، جاستین ثرو و ریس ویترسپون در نقش‌های مکمل ظاهر می‌شوند. این فیلم ترس و کمدی سیاه را در هم می‌آمیزد تا فرهنگ یاپی و مصرف‌گرایی دهه ۱۹۸۰ را هجو کند.
الیس رمان جنجالی خود را به دلیل ماهیت گرافیکی آن غیرقابل فیلمبرداری می‌دانست، اما تهیه‌کننده ادوارد آر. پرسمن مصمم به اقتباس از آن بود و حقوق فیلم را در سال ۱۹۹۲ خرید. استوارت گوردون، دیوید کراننبرگ و راب وایس قبل از اینکه هرون و ترنر شروع به نوشتن کنند، کارگردانی فیلم را در نظر گرفتند. آنها به دنبال ساخت یک فیلم دورهمی بودند که در دهه ۱۹۸۰ پایه‌گذاری شده بود و صحنه را با رمان به اشتراک می‌گذاشتند. دوره پیش تولید پر فراز و نشیب بود. هرون بیل را برای بازی در نقش بیتمن انتخاب کرد، اما به دلیل اینکه پخش کننده لاینزگیت فیلمز با لئوناردو دی‌کاپریو در این نقش قرارداد بسته بود، هرون اخراج شد و الیور استون جایگزین شد. استون تصمیمات مهمی گرفت که در فیلم پایانی باقی ماندند که مهم‌ترین آنها انتخاب کلویی سونی بود. شراکت او با دی کاپریو به دلیل اختلافات خلاقانه منحل شد و باعث شد لاینزگیت هرون را مجدداً استخدام کند، به شرطی که کریستین بیل را به عنوان نقش اصلی انتخاب کند. تصویربرداری اصلی در فوریه ۱۹۹۹ در تورنتو و نیویورک آغاز شد.

## داستان
پاتریک بیتمن (کریستین بیل) مرد جوانی اهل نیویورک و معقول و خوش سر و لباس است. اما در پشت این چهرهٔ او، یک هیولا نهفته‌است. بیتمن شب‌ها کار واقعی اش را شروع می‌کند و به شکار و کشتن ولگردها زنان خیابانی و دوستانش می‌پردازد.

## بازیگران
- کریستین بیل - پاتریک بیتمن
- ریس ویترسپون - اولین ویلیامز
- کلویی سونی - جین
- جاستین ثرو - تیموتی برایس
- جاش لوکاس - کریگ مک‌درمت
- بیل سیج - دیوید ون پتن
- مت راس - لوئیس کراترز
- بیل سیج - دیوید ون پتن
- جرد لتو - پل آلن
- سامانتا ماتیس - کورتنی رالینسون
- ویلم دفو - کارآگاه دونالد کیمبال
- کارا سیمور - کریستی
- گوینویر ترنر - الیزابت
- رج ئی. کثی - مرد بی‌خانمان

## تولید
فیلمبرداری در ۲۸ فوریه ۱۹۹۹ آغاز شد، و هفت هفته به طول انجامید، با بودجه ۷ میلیون دلار. آندژی سکووا به عنوان فیلمبردار خدمت کرد.

## بازخوردها
این فیلم برای اولین بار در جشنواره فیلم ساندنس، جایی که بینندگان و منتقدان را دو قطبی کرد. برخی فیلم را به خاطر نگارش و اجرای آن از کریستین بیل تحسین کردند، برخی دیگر به دلیل ماهیت خشن آن انتقاد کردند. پس از اکران در سینما، این فیلم نقدهای مثبتی در نشریات مهم دریافت کرد، از جمله نیویورک تایمز که آن را یک «کلاسیک کمدی ترسناک پست و ناب» نامید. در سایت راتن تومیتوز، این فیلم بر اساس ۱۵۲ نقد، با میانگین امتیاز ۶٫۳ از ۱۰، دارای ۶۸ درصد محبوبیت است. در متاکریتیک، که از میانگین وزنی استفاده می‌کند، بر اساس ۳۵ منتقد، امتیاز ۶۴ از ۱۰۰ را به فیلم اختصاص داد که نشان دهنده «بررسی‌های عموماً مطلوب» است. تماشاگرانی که توسط سینماسکور نظرسنجی شدند به فیلم نمره متوسط "D" در مقیاس A+ تا F دادند.